# Strychnos memecyloides
Strychnos memecyloides är en tvåhjärtbladig växtart som beskrevs av Spencer Le Marchant Moore. Strychnos memecyloides ingår i släktet Strychnos och familjen Loganiaceae. Inga underarter finns listade i Catalogue of Life.